# Augusto Scampini
Augusto Scampini (Garlasco, 1880 – Barcellona, 1939) è stato un tenore italiano.

## Biografia
Augusto Scampini, tenore lirico spinto, dai mezzi vocali eccezionali per bellezza, potenza e squillo formidabile del settore acuto. Studiò canto con il maestro Del Fiume. Debuttò a 25 anni al Teatro Sociale di Codogno nel ruolo di Manrico ne Il trovatore. Dopo un breve periodo di “gavetta” nei teatri di provincia, ottenendo lusinghieri consensi da parte del pubblico, Scampini fu scritturato dai più importanti teatri italiani. Il suo primo successo lo ottenne nel ruolo di Erode nell'opera Hérodiade nel 1907 al Teatro Massimo di Palermo. Nella stessa stagione cantò nei ruoli di Radames e Samson. Nel Febbraio del 1909 al Teatro Costanzi di Roma ottenne un personale successo nel ruolo di Andrea Chénier. Sempre nello stesso anno interpretò Radames a fianco del soprano Celestina Boninsegna e cantò con il soprano Cecilia Gagliardi in Loreley. Nel 1910 debuttò al Teatro alla Scala di Milano nel ruolo di Gabriele Adorno nel Simone Boccanegra e successivamente nel ruolo di Faone nella Saffo a fianco del soprano Eugenia Burzio. Nella stagione 1912 cantò al Teatro Regio di Torino dove ottenne uno strepitoso successo personale nel Don Carlo, infatti, fu scritturato per altre undici repliche. Nella stessa stagione debuttò nel ruolo di Riccardo ne Un ballo in maschera al Teatro Costanzi di Roma. Le opere di Giuseppe Verdi caratterizzarono la parte più rilevante di un repertorio che comprese circa trenta ruoli. Negli anni successivi il tenore ottenne i primi importanti successi anche nei teatri internazionali di Spagna, Francia, Germania, Russia. Significativa anche la sua discografia che lo vide protagonista di incisioni per la Gramophone Record negli anni 1907/1908 e per la Pathé in due diverse sessioni 1907-08 e 1912-13. Nel 1915 la sua breve carriera artistica si interruppe tragicamente. Scampini durante il periodo della prima guerra mondiale fu chiamato al servizio di leva militare e prese parte nelle armate attive di montagna, durante un combattimento venne ferito gravemente e gli fu amputata una gamba. Ritiratosi dalle scene, subito dopo il conflitto mondiale, il tenore fondò una scuola di canto a Barcellona dove continuò ad insegnare fino alla sua morte, avvenuta nella stessa città nel 1939.

## Repertorio
- Gaetano Donizetti
  - Lucia di Lammermoor (Edgardo)
  - Poliuto (Poliuto)
- Umberto Giordano
  - Andrea Chénier (Andrea Chénier)
- Giuseppe Verdi
  - Il trovatore (Manrico)
  - Simon Boccanegra (Gabriele Adorno)
  - Aida (Radames)
  - Un ballo in maschera (Riccardo)
  - Ernani (Ernani)
  - Otello (Otello)
  - Don Carlo (Don Carlo)
  - La forza del destino (Alvaro)
- Amilcare Ponchielli
  - La Gioconda (Enzo Grimaldo)
- Giacomo Puccini
  - Tosca (Mario Cavaradossi)
  - La fanciulla del West (Dick Johnson)
- Giovanni Pacini
  - Saffo (Faone)
- Alfredo Catalani
  - Loreley (Walter)
- Richard Strauss
  - Salomè (Erode)
- Jules Massenet
  - Hérodiade (Jean)
- Giacomo Meyerbeer
  - Les Huguenots (Raoul)
- Ruggero Leoncavallo
  - Pagliacci (Canio)
- Pietro Mascagni
  - Cavalleria rusticana (Turiddu)
- Francesco Cilea
  - Gloria (Lionetto)
- Errico Petrella
  - Jone (Glauco)
- Camille Saint-Saëns
  - Sansone e Dalila (Sansone)

## Discografia
- Giacomo Meyerbeer L'Africana “Ribelle chi mi chiama” - Gramophone Record 054240
- Giacomo Meyerbeer Il profeta “Re del cielo” - Pathé 86428
- Giacomo Meyerbeer Les Huguenots “O ciel, o ciel” - Gramophone Record] (reg.1907)
- Umberto Giordano Andrea Chénier “Orgoglio di bellezza” – Pathé 12534
- Umberto Giordano Andrea Chénier “Ora soave” – Pathé 12534
- Giovanni Pacini Saffo “Ah giusta pena” – Pathé 84149 (reg. 1912)
- Gioachino Rossini Guglielmo Tell “O muto asil” – Pathé 86244 (reg. 1912)
- Gaetano Donizetti Poliuto “Al suon dell'arpa” - Gramophone Record 54358 (reg.1907)
- Giuseppe Verdi I Lombardi alla prima crociata “ La mia letizia infondere” - Gramophone Record 2-52690 (reg.1908)
- Giuseppe Verdi Ernani “Come rugiada al cespite “ - Gramophone Record 2-52611 (reg.1908)
- Giuseppe Verdi Il trovatore “Deserto sulla terra” - Gramophone Record 2-52689 (reg.1908)
- Giuseppe Verdi Il trovatore “Mal reggendo” - Gramophone Record 054211 (reg.1908)
- Giuseppe Verdi Il trovatore Ah si ben mio - Gramophone Record 2-52612 (reg.1908)
- Giuseppe Verdi Il trovatore "Di quella pira" – Pathé 84142 (reg.1908)
- Giuseppe Verdi Il trovatore “Miserere” – Pathé 84141 (reg.1908)
- Giuseppe Verdi Otello “Già nella notte densa” – Pathé 12533
- Giuseppe Verdi Un ballo in maschera “La rivedrò nell'estasi” - Gramophone Record 2-52615 (reg.1908)
- Giuseppe Verdi Un ballo in maschera “Di tu se fedele” - Gramophone Record 2-52616 (reg.1908)
- Giuseppe Verdi La forza del destino “La vita è inferno” – Pathé 86454 (reg.1913)
- Giuseppe Verdi La forza del destino “O tu che in seno” – Pathé 86457 (reg.1913)
- Giuseppe Verdi La forza del destino “Le minacce e i fieri accenti” – Pathé (reg.1913)
- Amilcare Ponchielli La Gioconda “Cielo e mar” – Pathé (reg.1912)